# Onverwacht mosdiertje
Het onverwacht mosdiertje (Tricellaria inopinata) is een mosdiertjessoort uit de familie van de Candidae. De wetenschappelijke naam van de soort is voor het eerst geldig gepubliceerd in 1985 door d'Hondt & Occhipinti Ambrogi.

## Beschrijving
Het onverwachte mosdiertje is een invasieve soort, waarschijnlijk afkomstig uit de Noordelijke Stille Oceaan (Noord-Amerika, ook Japan, Taiwan). In Europa werd de soort voor het eerst ontdekt in de lagune van Venetië door d'Hondt & Occhipinti Ambrogi, van waaruit deze niet-inheemse soort in 1985 werd beschreven.
Vanuit Italië heeft de soort zich verspreid via de Middellandse zee naar de Atlantische kust van Europa. De soort heeft zich als exoot ook gevestigd langs de kusten van zuid Australië, Nieuw-Zeeland en het westelijke deel van de Stille Oceaan. Deze snelle verspreiding komt doordat de soort zich in allerlei milieus, met hoge en lage temperaturen en hoge en lage zoutgehalte, kan handhaven. De soort groeit snel en reproduceert zich aseksueel. De soort produceert ‘embryos’ (propagules) die langer dan een jaar levensvatbaar kunnen blijven.